# Живи спокойно, страна! (альбом)
Живи спокойно, страна! — восемнадцатый номерной альбом певицы Аллы Пугачёвой. Вышел в конце 2003 года, а годом позже был переиздан под названием «Золотая Серия. Алла Пугачёва».

## Об альбоме
В альбом вошли песни текущего репертуара певицы; большинство из них издавались ранее. Так, некоторые композиции выходили в сплит-альбоме Аллы Пугачёвой и певицы Любаши «А был ли мальчик?» (2002), некоторые — в альбоме «Речной трамвайчик» (2001), а песня «Every night and every day» вообще представлена версией 1985 года, которая издавалась в альбомах «Watch Out» (1985) и «Алла Пугачёва в Стокгольме» (1985). Тем не менее, «Живи спокойно, страна!» является шестнадцатым сольным номерным альбомом певицы.
Диск издавался в двух вариантах: обычный CD-бокс; подарочное двухдисковое издание (на втором диске — видеоклипы на песни «Будь или не будь» и «Водяные да лешие»).

## Синглы
В преддверии выхода альбома был издан сплит-сингл Аллы Пугачёвой и Максима Галкина — «Это любовь» (2002), на котором были представлены три совместные песни: «Будь или не будь», «Это любовь» и «Холодно», впоследствии вошедшие в альбом.

## Список композиций
| №                   | Название                                      | Текст песни         | Музыка              | Длительность |
| ------------------- | --------------------------------------------- | ------------------- | ------------------- | ------------ |
| 1.                  | «Исчезнет грусть»                             | Забелин Владислав   | Забелин Владислав   | 3:45         |
| 2.                  | «Любовь»                                      | Алла Пугачёва       | Алла Пугачёва       | 4:37         |
| 3.                  | «Только не назад»                             | Олег Попков         | Олег Попков         | 3:36         |
| 4.                  | «Тысяча лет»                                  | Игорь Николаев      | Игорь Крутой        | 4:23         |
| 5.                  | «Будь или не будь» (дуэт с Максимом Галкиным) | Любаша              | Любаша              | 3:39         |
| 6.                  | «А-ада»                                       | Любаша              | Любаша              | 3:15         |
| 7.                  | «Речной трамвайчик»                           | Евгений Муравьёв    | Игорь Крутой        | 3:23         |
| 8.                  | «Не плачь»                                    | Любаша              | Любаша              | 3:56         |
| 9.                  | «Это любовь» (дуэт с Максимом Галкиным)       | Алла Пугачёва       | Алла Пугачёва       | 4:01         |
| 10.                 | «Зона»                                        | Алла Пугачёва       | Игорь Крутой        | 3:55         |
| 11.                 | «Все ушли в осень»                            | Любаша              | Любаша              | 1:59         |
| 12.                 | «Я пою»                                       | Аркадий Славоросов  | А. Барыкин          | 5:18         |
| 13.                 | «Холодно» (дуэт с Максимом Галкиным)          | Олег Попков         | Олег Попков         | 3:09         |
| 14.                 | «Голова»                                      | Любаша              | Любаша              | 3:55         |
| 15.                 | «Не сгорю»                                    | Мария Гончарова     | Игорь Корнилов      | 4:15         |
| 16.                 | «Заходите гости»                              | Ян Гельман          | Александр Венгеров  | 3:04         |
| 17.                 | «Водяные да лешие»                            | Карина Филиппова    | Алла Пугачёва       | 3:30         |
| 18.                 | «Игра»                                        | Татьяна Назарова    | Игорь Крутой        | 4:50         |
| 19.                 | «Живи спокойно, страна!»                      | Лариса Рубальская   | Игорь Крутой        | 2:41         |
| 20.                 | «Every night and every day»                   | Якоб Далин          | Алла Пугачёва       | 3:57         |
| Общая длительность: | Общая длительность:                           | Общая длительность: | Общая длительность: | 75:08        |

| №                   | Название                                      | Текст песни         | Музыка              | Режиссёр, оператор          | Длительность |
| ------------------- | --------------------------------------------- | ------------------- | ------------------- | --------------------------- | ------------ |
| 1.                  | «Будь или не будь» (дуэт с Максимом Галкиным) | Любаша              | Любаша              | Ирина Миронова, М. Адельшин | 3:47         |
| 2.                  | «Водяные да лешие»                            | Карина Филиппова    | Алла Пугачёва       | Олег Гусев, М. Осадчий      | 3:27         |
| Общая длительность: | Общая длительность:                           | Общая длительность: | Общая длительность: | Общая длительность:         | 7:14         |

## Продажи и сертификации
| Регион | Сертификация | Продажи |
| --- | ------------ | ------- |
| Россия (NFPF) | Золотой      | 25 000* |
| * Данные о продажах приведены только на основе сертификации. ^ Данные о тиражах приведены только на основе сертификации. |              |         |